# Adrien Duvillard (sciatore 1969)
Adrien Duvillard (Megève, 8 febbraio 1969) è un ex sciatore alpino francese specialista delle gare veloci.
Per evitare l'omonimia con il padre, a volte è indicato come Adrien Duvillard junior.

## Biografia
Adrien Duvillard, originario di Megève, proviene da una famiglia di grandi tradizioni nello sci alpino: era figlio di Adrien e marito di Sophie Lefranc (entrambi morti nel 2017) ed è nipote di Henri, cognato di Britt Lafforgue (a sua volta figlia di Maurice e della svedese May Nilsson, nipote dello svedese Åke Nilsson, sorella gemella di Ingrid) e zio di Julie e Kristina (a sua volta moglie di Frédéric Covili), tutti sciatori alpini di alto livello.

### Carriera sciistica
Ottenne il primo piazzamento in Coppa del Mondo il 17 gennaio 1992 nella discesa libera di Kitzbühel (18º); ai successivi XVI Giochi olimpici invernali di Albertville 1992, sua prima presenza olimpica, non completò né la discesa libera né la combinata, mentre ai Mondiali di Morioka 1993, sua prima presenza iridata, si classificò 26º nella discesa libera. Sempre nel 1993, il 19 marzo, conquistò il suo unico podio in Coppa del Mondo, la vittoria nella discesa libera disputata a Kvitfjell.
Ai Mondiali di Sierra Nevada 1996, sua ultima presenza iridata, si classificò 11º nella discesa libera, 28º nel supergigante e 18º nella combinata; ai XVIII Giochi olimpici invernali di Nagano 1998, sua ultima presenza olimpica, non completò la discesa libera. Prese per l'ultima volta il via in Coppa del Mondo il 13 marzo 1998 a Crans-Montana in discesa libera (10º) e si ritirò al termine di quella stessa stagione 1997-1998; la sua ultima gara fu un supergigante FIS disputato il 28 marzo all'Alpe d'Huez.

## Palmarès

### Coppa del Mondo
- Miglior piazzamento in classifica generale: 15º nel 1993
- 1 podio:
  - 1 vittoria

#### Coppa del Mondo - vittorie
| Data          | Località  | Paese    | Specialità |
| ------------- | --------- | -------- | ---------- |
| 19 marzo 1993 | Kvitfjell | Norvegia | DH         |

Legenda:

DH = discesa libera

### Campionati francesi
- 5 medaglie (dati parziali fino alla stagione 1994-1995)[2]:
  - 4 ori (discesa libera[senza fonte] nel 1988; slalom gigante[senza fonte] nel 1990; supergigante[senza fonte] nel 1992; supergigante[senza fonte] nel 1993)
  - 1 bronzo (discesa libera nel 1996)